# ماتيلد من بولوني، دوقة برابانت
لا ينبغي الخلط اسمها مع اسم جدتها ماتيلدا من بولوني، ملكة إنجلترا؛ وأيضا لا يجب الخلط بينها وبين ماتيلدا من فلاندرز، ملكة إنجلترا.
مود/ماتيلد من بولوني أو مود/ماتيلد من فلاندرز (1170 - 16 أكتوبر 1210)؛ هي ابنة ماثيو من الألزاس، كونت بولوني وماري، كونتيسة بولوني؛ أصبحت ماتيلد دوقة برابانت القرينة من خلال زواجها من الدوق هنري الأول.
أُلغي زواج والديها في السنة التي ولدت فيها، وبذلك أصبحت والدتها راهبة البندكتية في سان أوستبرت، مونتري؛ توفيت والدتها في 1182، ومع ذلك استمر والدها في حكم الأراضي حتى وفاته في 1173، خلفته شقيقتها الكبرى إيدا.
بسن التاسعة تزوجت ماتيلدا من هنري في 1179، وانجبت له:-
1. أديلايد (قبل. 1190 - 1265)؛ تزوجت أولا من أرنولد الثالث، كونت لوز ثم من ويليام العاشر من أوفرن.
2. ماري (1190-1260)؛ تزوجت أولا من الإمبراطور أوتو الرابع؛ ثم من ويليام الأول، كونت هولندا.
3. مارغريت (1192-1231)؛ تزوجت من جرهارد الثالث، كونت غيلدرز.[1]
4. ماتيلد (حوالي. 1200 - 1267)؛ تزوجت أولا من هاينريش السادس، كونت بالاتينات-الراين؛ ثم من فلوريس الرابع، كونت هولندا.
5. هنري الثاني، دوق برابانت (1207-1248).
6. غودفري (1209-1254)، لورد جيسبيك، تزوج من ماري فان أوردينارد.
7. طفل؛ اسمه وجنسه غير معروف.

ماتت ماتيلد في 1210 أو 1211 ودفن في كنيسة القديس بطرس، لوفان.